# Râul Neagra, Bicaz
Râul Neagra este un curs de apă, afluent al râului Bicaz. Se formează la confluența brațelor Neagra Mare și Neagra Mică

### Harți
- Harta Munții Ceahlău  Arhivat în 28 iunie 2008, la Wayback Machine.